# تپه گورستان پیکاچیک
تپه قبرستان پیکاچیک مربوط به سدهٔ ۷ تا ۸ ه‍.ق است و در شهرستان سلماس، بخش مرکزی، دهستان زولاچای، روستای پیکاچیک واقع شده و این اثر در تاریخ ۷ اسفند ۱۳۸۵ با شمارهٔ ثبت ۱۷۶۲۵ به‌عنوان یکی از آثار ملی ایران به ثبت رسیده‌است.